# Krai de Sarátov
El krai de Sarátov fue una unidad administrativa y territorial de la República Socialista Federativa Soviética de Rusia, que existió desde el 10 de enero de 1934 hasta el 5 de diciembre de 1936.
Fue creado cuando el krai del Bajo Volga se dividió el 10 de enero de 1934 en los krais de Stalingrado y de Sarátov, esta última incluía la RASS de los Alemanes del Volga.
Su centro administrativo es la ciudad de Sarátov.
El 5 de diciembre de 1936, por la Constitución de la Unión Soviética, la región se transformó en la óblast de Sarátov, de la cual se excluyó la RASS de los Alemanes del Volga.
- Datos: Q4408465